# ملعب ماري تيران دي فايس
ملعب ماري تيران دي فايس (بالإسبانية: Estadio Mary Terán de Weiss)‏ المعروف باسم باركي روكا نظرًا لموقعه داخل حدود باركي بوليديبورتيفو روكا، هو ملعب متعدد الأغراض يقع في بوينس آيرس، الأرجنتين.